# Texoma FC
El Texoma FC es un equipo de fútbol de los Estados Unidos que juega en la USL League One, la tercera división nacional.

## Historia
El 23 de octubre de 2023 la United Soccer League anunció que el North Sixth Group consiguió una plaza en la USL League One en Sherman, Texas para la temporada de 2025 seguido por un equipo de fútbol femenil en la USL W League para la temporada de 2026. El club fue fundado por los copropietarios Simon Keizer y Ben Watson, quienes fueron futbolistas en Sherman.  El club tendría como sede el Historic Bearcat Stadium hasta la construcción de un estadio permanente.
El nombre y colores del club fueron revelados el 14 de diciembre de 2023. El 9 de mayo de 2024 el club anunció que Adrian Forbes sería el primer director deportivo en la historia del club. Forbes también sería nombrado como el primer entrenador del club el 17 de octubre de 2024.